# 丹·博伊尔
丹·博伊尔（英語：Dan Boyle，1976年7月12日—），加拿大男子冰球运动员，场上位置是后卫。他曾代表加拿大国家队参加2010年冬季奥林匹克运动会冰球比赛，获得一枚金牌。